# Micaela de Castro
Micaela de Castro Bedoya  (Cádiz, 1873- 1936) fue una cigarrera, sindicalista y la primera y única gaditana que fue candidata a diputada nacional durante la Segunda República, en las elecciones de 1933. 

## Contexto
La Fábrica de Tabacos de Cádiz fue inaugurada en 1741. Tuvo un impacto significativo en la industria local. Inició sus actividades en 1741 con 180 operarias y en 1887, la gestión pasó a la Compañía Arrendataria de Tabacos.  En 1888 había 1942 operarias trabajando. Desde la fundación de la Compañía se desencadenaron movilizaciones obreras para frenar transformaciones como la reducción de plantilla debido a la mecanización de los procesos, y la incorporación de nuevas tareas productivas. Dichas protestas manifestaron una oposición frontal a la modernización tecnológica. Por su parte, la empresa recurrió al respaldo de la policía y al cierre patronal como estrategia de presión y resolución.
En 1917 se registraron conflictos laborales en diversas ciudades como Madrid, La Coruña y Cádiz, algunos de los cuales requirieron la intervención de las fuerzas del orden. En octubre de 1918 se fundó en Madrid la Federación Tabaquera Española, con representación de las distintas fábricas del país y liderada por el socialista coruñés Severino Chacón. Esta federación, integrada por once secciones —una por cada fábrica—, se afilió a la Unión General de Trabajadores (UGT). En su edición del 28 de octubre de 1918, el diario ABC reseñó la asamblea constituyente del sindicato, destacando la participación de Ángela Castro como representante de las cigarreras de la Fábrica de Cádiz.

## Trayectoria
Micaela de Castro, junto a su hermana Ángela trabajó en la Fábrica de Tabacos. Ambas participaron en la organización de las trabajadoras y en la fundación de la Sociedad de Cigarreras en 1918, cuya junta directiva encabezaron. Se realizó en el Centro de Sociedades Obreras el 16 de junio de ese año en una asamblea de 200 mujeres. Su hermana fue la presidenta y ella la vicepresidenta.
En noviembre de 1918, unas 800 trabajadoras de la fábrica iniciaron una huelga de brazos caídos en solidaridad con las cigarreras de La Coruña, que también se encontraban en huelga. Meses después, en agosto de 1919, las obreras gaditanas volvieron a movilizarse con otra huelga de brazos caídos, esta vez con el respaldo de las cigarreras de Sevilla, quienes convocaron un paro, impidieron la entrada de cargamento a la fábrica y organizaron una colecta en apoyo a las huelguistas de Cádiz. Ambas protestas contaron también con el apoyo de los carreros y cargadores de los Depósitos de Tabaco del barrio de Puntales, que se negaron a descargar y transportar el tabaco. Como represalia, unas 150 trabajadoras fueron despedidas. Sin embargo, la presión surtió efecto y la compañía tabaquera accedió a subir los salarios de cigarreras, maestras, porteras, barrenderas y operarios, además de implantar un servicio médico y farmacéutico.
Al año siguiente, Micaela de Castro se desplazó a Madrid para intervenir en la resolución de diversos conflictos laborales vinculados a su empresa. A su regreso, ofreció un mitin ante sus compañeras en el Teatro Cómico donde reafirmó su compromiso en la lucha por los derechos laborales.
Durante la dictadura de Primo de Rivera, continuó exigiendo mejoras socioeconómicas pero ante la represión bajó el ritmo de su actividad sindical. Reapareció al proclamarse la Segunda República, vinculada a sectores comunistas, promoviendo el sufragio femenino. En 1933 se convirtió en la única mujer candidata al Congreso por el Frente Único Revolucionario. Figuró en sus listas como “obrera sin partido”.
Tras el golpe de Estado de 1936 fue arrestada y recluida en la cárcel de Cádiz el 4 de septiembre de 1936.  Al día siguiente fue conducida al penal de Puerto de Santa María.  Sin embargo, no consta su entrada en la cárcel portuense. No se volvió a saber más de ella.

## Reconocimientos
- Una calle de Cádiz lleva el nombre de Cigarrera Micaela de Castro.[8]